# James McAtee
James John McAtee, född 18 oktober 2002, är en engelsk fotbollsspelare som spelar för Manchester City.

## Karriär
Den 4 augusti 2022 lånades McAtee ut av Manchester City till Sheffield United på ett säsongslån. Den 1 september 2023 lånades han på nytt ut till Sheffield United på ett säsongslån.